# Nikołaj Kamanin
Nikołaj Piotrowicz Kamanin, ros. Николай Петрович Каманин (ur. 5 października?/18 października 1908 w m. Melenki w guberni włodzimierskiej, zm. 11 marca 1982 w Moskwie) – radziecki dowódca wojskowy, generał pułkownik lotnictwa, szef radzieckiego oddziału kosmonautów w latach 1966–1971, Bohater Związku Radzieckiego.

## Życiorys
Urodził się w rodzinie robotniczej. W 1927 wstąpił do Armii Czerwonej. Całą swoją służbę wojskową pełnił w siłach powietrznych. W 1928 ukończył Leningradzką Wojskowo-Teoretyczną Szkołę Czerwonej Floty Powietrznej, a w 1929 – II Oficerską Szkołę Lotniczą w Borysoglebsku.
Od 1930 służył jako pilot w 1 samodzielnej eskadrze lotnictwa myśliwskiego w m. Primorie na Dalekim Wschodzie. Od 1931 kierował grupą poszukiwawczo-ratowniczą. Wyróżnił się w przeprowadzaniu lotów nocnych oraz w trudnych warunkach atmosferycznych. Za wzorowe wypełnianie zadań otrzymał w nagrodę rower. W październiku 1931 został dowódcą klucza. W 1932 został członkiem WKP(b).
Stał się znany po przyznaniu mu tytułu Bohatera Związku Radzieckiego (20 kwietnia 1934, Medal „Złota Gwiazda” z numerem 2) za dowodzenie lotniczą akcją ratunkową arktycznej ekspedycji statkiem SS Czeluskin. Kamanin dziewięć razy lądował na dryfującej krze lodowej, ratując 34 członków ekspedycji.
23 stycznia 1935 został skierowany do Akademii Wojsk Lotniczych RKKA im. Żukowskiego, po ukończeniu której w 1939, został mianowany dowódcą brygady lotnictwa bombowego w Charkowie. Był uczestnikiem wojny zimowej z Finlandią. W końcu 1940 został zastępcą dowódcy lotnictwa Środkowoazjatyckiego Okręgu Wojskowego. Po wykazaniu się przy organizacji nowych jednostek powietrznych w pierwszych miesiącach inwazji III Rzeszy na ZSRR, w lipcu 1942 został skierowany do dowodzenia operacjami powietrznymi. Od 22 lipca 1942 dowodził 292 Dywizją Lotnictwa Szturmowego. Z początkiem marca 1943 przystąpił do organizowania 8 Korpusu Lotnictwa Mieszanego Odwodu Naczelnego Dowództwa. Został dowódcą tego korpusu – z dniem 21 lipca 1943 przeformowanego w 5 Korpus Lotnictwa Szturmowego. W składzie 1 Frontu Ukraińskiego brał udział w walkach w ramach operacji: biełgorodzko-charkowskiej, kijowskiej, korsuń-szewczenkowskiej, lwowsko-sandomierskiej, budapeszteńskiej i wiedeńskiej. Dowodzony przez niego korpus został 17-krotnie wyróżniony w rozkazach Głównodowodzącego – J. Stalina. W bitwie na łuku kurskim Kamanin opracował innowacyjną taktykę użycia szturmowych samolotów Ił-2.
W latach 1945–1947 był zastępcą szefa Głównego Zarządu Lotnictwa Cywilnego. Z kolei w latach 1948–1951 był przewodniczącym Centralnej Rady DOSAAF, a w latach 1951–1954 – zastępcą przewodniczącego DOSAAF do spraw lotnictwa. W latach 1954–1956 studiował w Wojskowej Akademii Sztabu Generalnego ZSRR. Z kolei – do 1958 był dowódcą 73 Armii Lotniczej w Ałma-Acie. W latach 1958–1960 był zastępcą szefa Sztabu Głównego Wojsk Lotniczych do spraw gotowości bojowej.
W latach 1960–1971 był zastępcą Głównodowodzącego Wojsk Lotniczych do spraw przestrzeni kosmicznej, a od 1966 – jednocześnie – szefem radzieckiego oddziału kosmonautów. Organizował selekcję, treningi kosmonautów i załogowe loty kosmiczne. Odwołany ze stanowisk po tragicznej śmierci załogi Sojuza 11.
Napisał 4 książki wspomnieniowe z okresu swojej służby wojskowej. Po jego śmierci zostały wydane cztery tomy jego dziennika z lat 1960–1978.
Był deputowanym do Rady Najwyższej ZSRR nieprzerwanie od 1937 roku.
W 1972 został przeniesiony w stan spoczynku. Zmarł 10 lat później. Pochowany na moskiewskim Cmentarzu Nowodziewiczym.
Jego syn – Arkadiusz (1928–1947) był najmłodszym pilotem wojskowym okresu II wojny światowej. Od końca 1942 pełnił służbę w lotnictwie początkowo jako mechanik, od początku 1943 był członkiem załóg samolotów bojowych, a od 1944 wykonywał samodzielne loty na samolocie szturmowym Ił-2. Brał udział w walkach na Froncie Kalinińskim oraz w walkach o Budapeszt i Wiedeń. Został odznaczony Orderem Czerwonego Sztandaru oraz dwukrotnie Orderem Czerwonej Gwiazdy (po raz pierwszy – w wieku 14 lat).
Dzienniki pisane przez Kamanina są jednym z ważniejszych źródeł dokumentujących przebieg radzieckiego programu kosmicznego.
Przyczyn utraty tytułu lidera wyścigu w kosmos przez ZSRR w 1966 doszukiwał się w braku możliwości sterowania statkami przez załogantów. W takim kierunku poszli Amerykanie, a Siergiej Korolow starał się rozwijać automatyczne systemy zbliżające i dokujące statki kosmiczne, co było jednak kosztowne i czasochłonne. Jeszcze więcej krytycznych uwag miał do sposobu zarządzania programem kosmicznym przez następcę Korolowa – Wasilija Miszyna.

## Awanse generalskie
- generał major lotnictwa – 17 marca 1943
- generał porucznik lotnictwa – 20 kwietnia 1945
- generał pułkownik lotnictwa – 25 października 1967

## Odznaczenia i wyróżnienia
- Medal „Złota Gwiazda” Bohatera Związku Radzieckiego (nr 2, 20 kwietnia 1934)
- Order Lenina – trzykrotnie
- Order Rewolucji Październikowej
- Order Czerwonego Sztandaru – dwukrotnie
- Order Suworowa II stopnia – dwukrotnie
- Order Kutuzowa II stopnia
- Order Czerwonej Gwiazdy
- Medal „Za zwycięstwo nad Niemcami w Wielkiej Wojnie Ojczyźnianej 1941–1945”
- Medal jubileuszowy „XX lat Robotniczo-Chłopskiej Armii Czerwonej”
- Honorowe obywatelstwo kilku miast, m.in. Bratysławy, Kaługi, Płowdiw, Rygi